# Entosphenus minimus
Entosphenus minimus – gatunek  bezżuchwowca z rodziny minogowatych (Petromyzontidae). 

## Zasięg występowania
Dawniej uważany za endemit występujący jedynie w jeziorze Miller Lake w stanie Oregon w USA. Później stwierdzono jego występowanie również w pobliskich strumieniach (Miller Creek, Jack Creek) oraz w górnych odcinkach rzek Sycan River oraz Williamson River w dorzeczu rzeki Klamath.

## Budowa ciała
Osiąga średnio ok. 10 cm długości całkowitej (max. 14,5 cm). Wzdłuż ciała od 59 do 66 miomerów. Procentowe proporcje długości poszczególnych części ciała są następujące: odcinek przedskrzelowy 11 -17% długości całkowitej, odcinek skrzelowy 8,9 - 12,2%, tułów 40,3 - 49,1%, ogon 27 - 34,6%, oko 2,1 - 3,3%, przyssawka gębowa 5 - 8,6%. U osobników dojrzałych płciowo druga płetwa grzbietowa jest znacznie wyższa niż u niedojrzałych - u tych pierwszych wysokość wynosi 4,4 do 6,1% długości całkowitej ciała, zaś u tych drugich 2,2 - 4,2%. Płetwa ogonowa ma kształt łopatkowaty bądź zaokrąglony.
Ubarwienie cała zakonserwowanych, dorosłych lecz niedojrzałych płciowo, osobników jest żółtawobrązowe, zaś osobników dojrzałych brązowo-purpurowe. Linia boczna nie jest pigmentowana.

## Biologia i ekologia

### Tryb życia
Gatunek słodkowodny. Spotykany w górnych odcinkach rzek, oraz w górskich jeziorach, na wysokości 1400–2134 m n.p.m. Ślepice żyją w mulistym dnie na głębokości do 1 m.  Przeobrażenie następuje po około 30 miesiącach, zaś osobniki dorosłe żyją jeszcze przez 6 miesięcy.

### Odżywianie
Osobniki dorosłe są pasożytami. Atakuje głównie niewielkie ryby (do 15 cm) z gatunków Gilia bicolor, Rhinichthys osculus, oraz introdukowane pstrągi źródlane i potokowe. Ze względu na niewielkie rozmiary żywicieli i głęboki charakter zadawanych ran większość ataków Enthosphenus minimus jest śmiertelna. Znane są przypadki żywienia się na padlinie oraz kanibalizmu.

### Rozród
Wędrówki rozrodcze są bardzo ograniczone. Tarło w jeziorze Miller Lake odbywa się między 20 lipca a 20 sierpnia, zaś w rzece Sycan w czerwcu (w tym drugim przypadku odbywa się ono rano, przy temperaturze wody około 20 °C. Tarlaki wygrzebują dołek, o średnicy około 10 cm i głębokości 3 cm, w żwirowatym lub piaszczystym dnie w wodzie o głębokości około 30 cm. Jedna samic składa od 500 do 730 ziaren ikry. Po tarle osobniki dorosłe giną.

## Znaczenie i ochrona
W roku 1985 gatunek ten został wytępiony (przy użyciu trucizny) w jeziorze Miller z powodu jego pasożytnictwa na palczakach pstrągów.